# Newmachar
Newmachar är en by i Aberdeenshire i Skottland. Byn är belägen 158,9 km 
från Edinburgh. Orten har 2 380 invånare (2016).